# Puits des Combes
Le puits des Combes a été construit au début des années 1950 par la Société des bétons Freyssinet-Limousin.
Situé sur la commune de La Ricamarie, visible aujourd'hui encore sur le flanc nord de la vallée de l'Ondaine, le puits des Combes est un des rares « témoins » de l'exploitation du charbon du bassin houiller de la Loire.
Le puits (le chevalement et la salle des machines) fait l’objet d’une inscription au titre des monuments historiques depuis le 3 novembre 2003.

## Une conception atypique
À partir de 1934, avait été creusé un « bure » (un puits souterrain ne débouchant pas au jour) servant à stocker les remblais des puits Dyèvre et Saint-Dominique à 23 m mètres de profondeur. Le silo souterrain était alors accessible par une galerie débouchant à la surface.
En 1935, le réservoir souterrain prolongé jusqu'au jour et le bure devint un véritable puits grâce à des moyens d’extraction de fortune. 
Trois campagnes de fonçage de 1937 à 1950 repousse le fond du puits des Combes jusqu’à la cote -496 m.

## Un chevalement de dernière génération
Le chevalement lui-même est original, de par l'absence de poussards, c'est-à-dire de deux longs jambages obliques, permettent ordinairement de compenser les forces considérables qui sont exercées par la traction des câbles. Il remplace dans les années 1950 le système de fortune installé dans les années 1930.
Le chevalement des Combes n'adopte pas ce profil en "R" mais prend la forme d'une tour au sommet de laquelle se situe un renflement bétonné sur lequel reposent les deux molettes. La force exercée sur le chevalement est ainsi compensée par ce renflement ainsi que par l'homogénéité de la structure (emploi possible du béton précontraint).

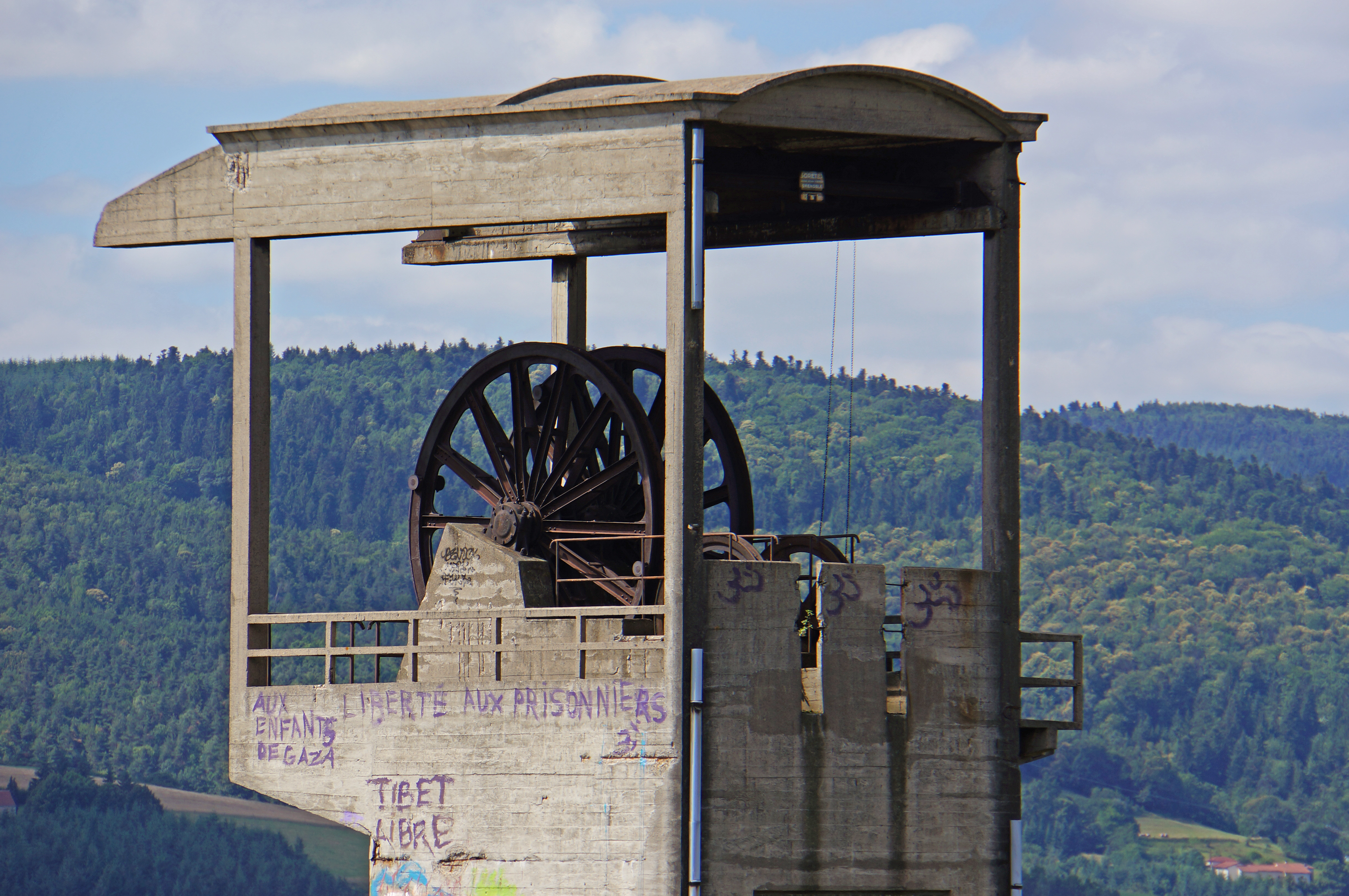
Détail du sommet du chevalement et des molettes.
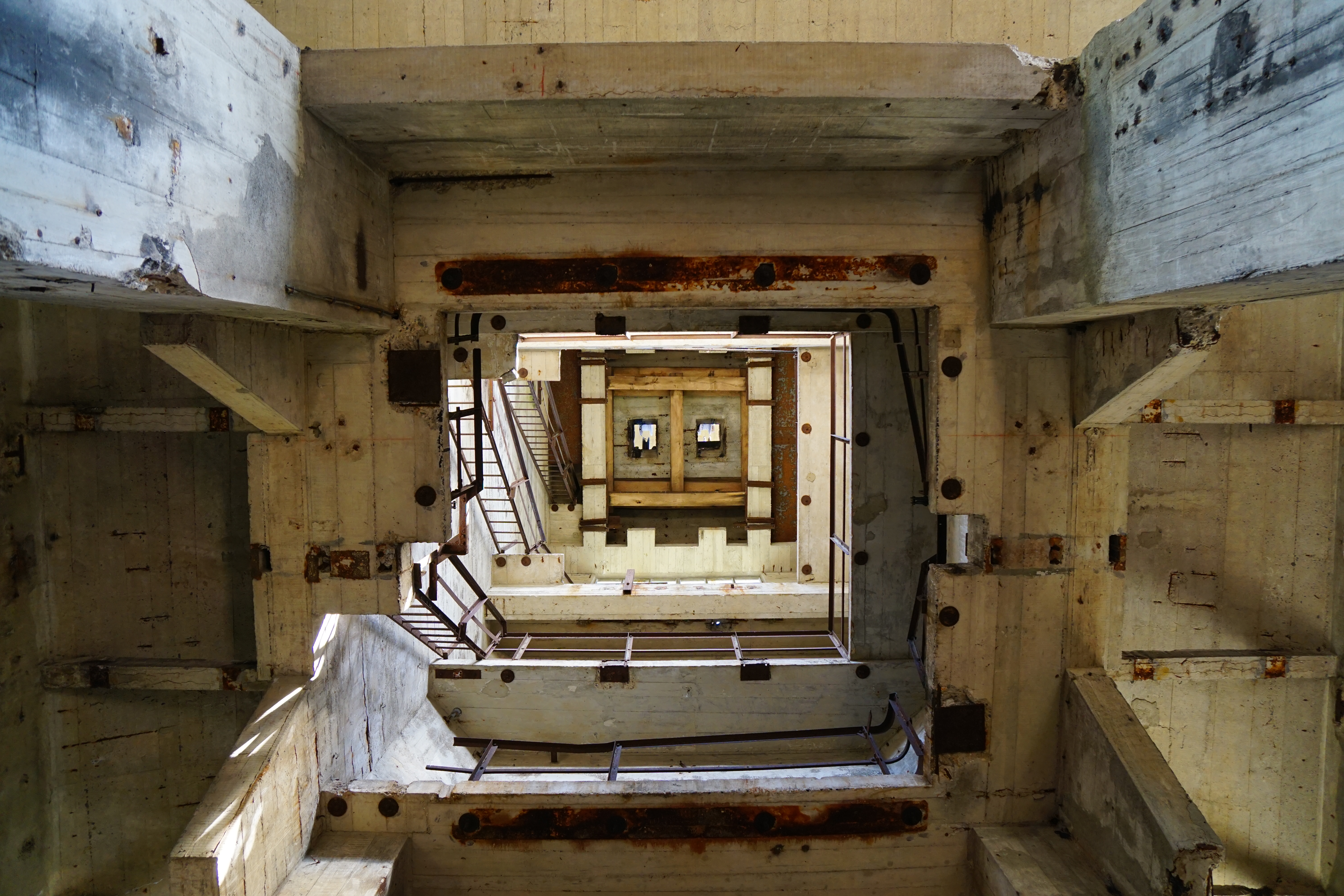
L'intérieur du chevalement.
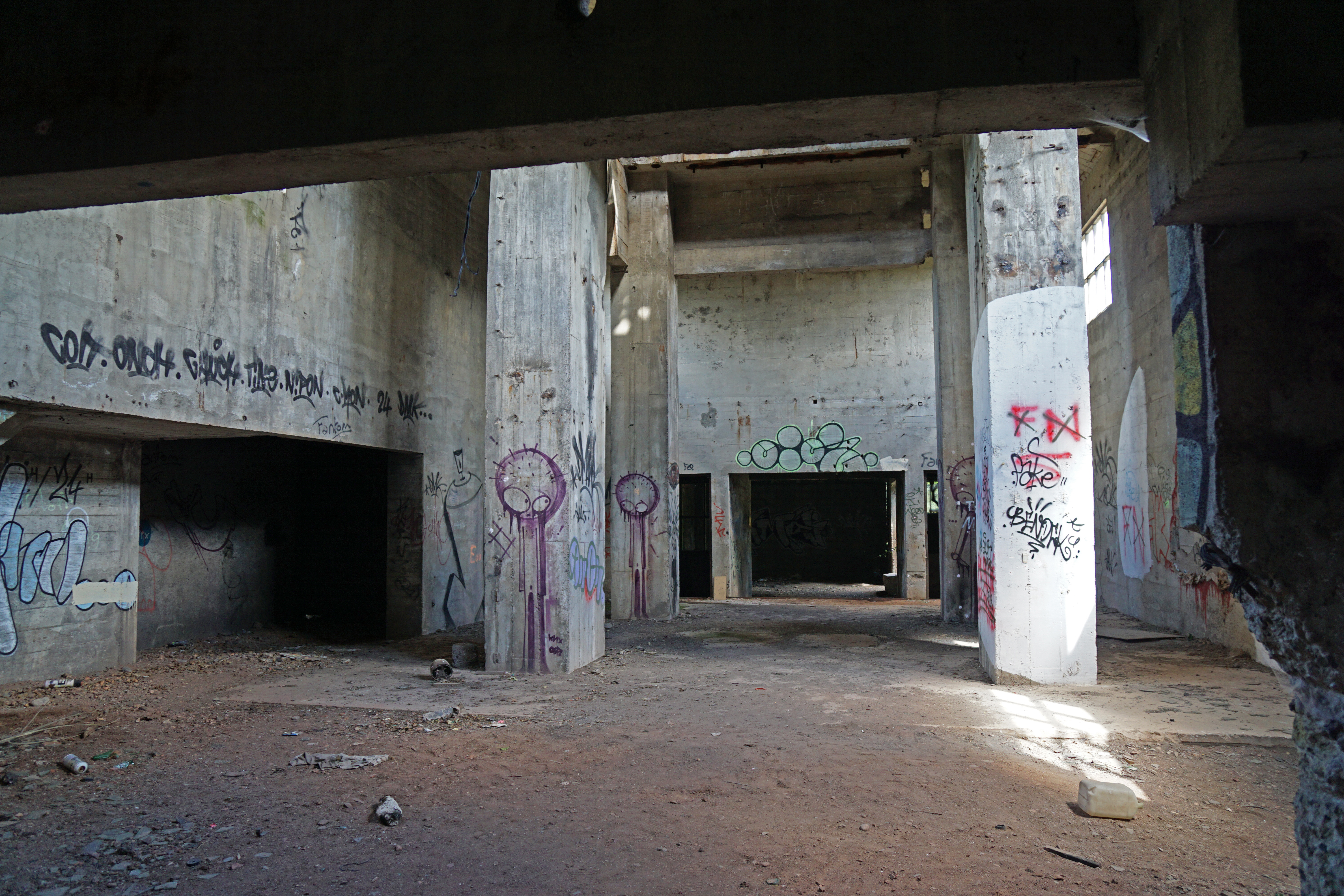
La recette.
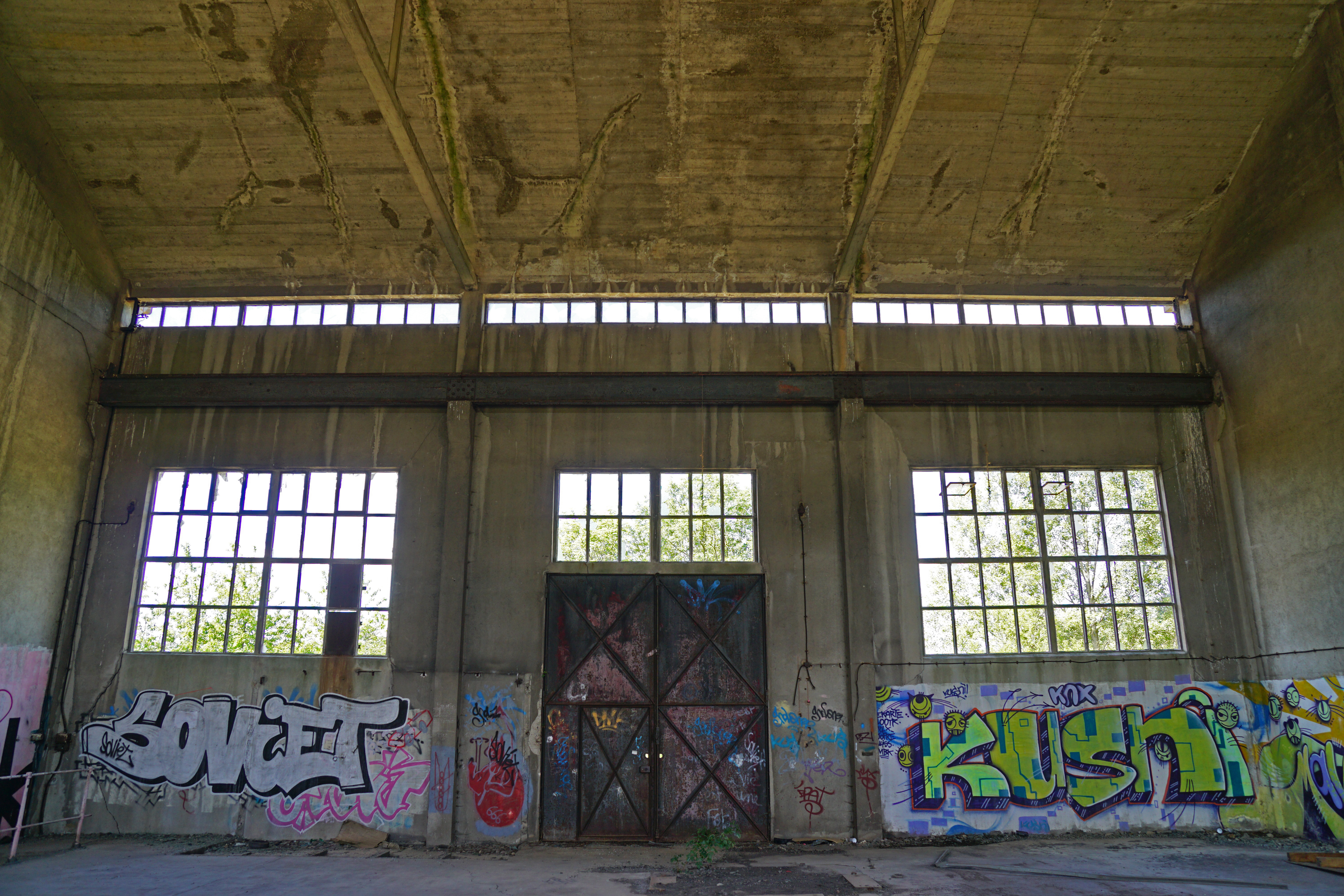
Le bâtiment de la machine d'extraction.

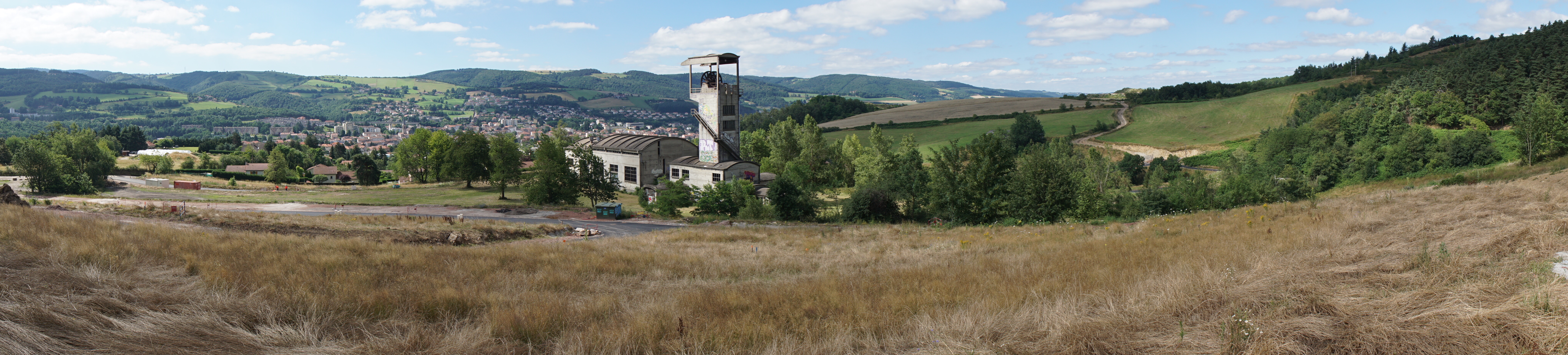
Vue panoramique du site.

## La production
Grâce à des méthodes moderne d’abattage au fond, de grosses berlines, et une machine d’extraction de 1 500 ch. le puits des Combes réussissait à tirer vers 1960 jusqu’à 1 000 ou 1 200 tonnes de minerai par jour. Arrivées à la recette de jour, les berlines étaient expulsées de la cage à l’aide de poussoirs électriques. Elles étaient ensuite culbutées et le charbon  déversé dans une trémie puis sur un convoyeur à bande de 1,2 km de long, filait à flanc de coteau, jusqu’au criblage/lavoir du puits Pigeot. Malgré sa taille modeste, il était dans les années 60 le premier puits d'extraction du bassin.
À partir de l’été 1972 et jusqu’en 1983, le puits des Combes ne fonctionnait plus que comme puits d’exhaure (épuisement des eaux). Un système de pompe à pression extrayait régulièrement les eaux, de façon à protéger les travaux du puits Pigeot.
C'est peut-être sa conception originale (un silo transformé en puits) qui explique son emplacement géographique particulier (au sommet d'une colline). C'est d'ailleurs le fait qu'il était relativement isolé et inaccessible qui explique qu'il n'ait pas été détruit à la fin de l'activité.